# Томский-Юряге
То́мский-Юряге́ (устар. Томский-Юрэгэ) — река в России, протекает по Усть-Янскому улусу Якутии. Длина реки — 38 км.
Протекает в низинной, заболоченной, многоозёрной части республики, восточнее линии посёлков Нижнеянск, Усть-Куйга, около 40 км юго-восточнее села Казачье, западнее посёлка Бору. Протекает по местности, расположенной между рек Яна и Чандан.
Вблизи реки расположены озёра:
- Китиктях
- Лрагастаах
- Мартын-Кюеле
- Оккогор
- Сокурдах
- Сордонгнох
- Сордонгнох-Кюеле
- Укюлях
- Хатыр

Притоки
28 км: река Харгы-Кюёлюн-Юряге
38 км: река Истях-Юряге
38 км: река Сордонгнох